# لیزا دفتری
لیزا دفتری (انگلیسی: Lisa Daftari) یک خبرنگار تحقیقی آمریکایی ایرانی‌تبار است. وی با تمرکز بر روابط بین‌الملل در امور سیاست خاورمیانه و مبارزه با تروریسم با حضور در تلویزیون و رادیو تفسیر و تحلیل و گزارش‌ها ی ویژه ارائه می‌دهد.
دفتری تحلیلگر سیاسی شبکه فاکس نیوز است و در شبکه‌های سی‌بی‌اس، ان‌بی‌سی، پی‌بی‌اس، واشینگتن پست، ان‌پی‌آر، ای‌بی‌سی و صدای آمریکا حضور داشت. لیزا همچنین مؤسس و سردبیر The Foreign Desk (وب‌سایت خبری بین‌المللی و اخبار سیاست خارجی ایالات متحده)، فعالیت می‌کند. او به زبانهای انگلیسی، اسپانیایی و فارسی صحبت می‌کند و گزارشهای او بیشتر خاورمیانه و شمال آفریقا، تروریسم، امنیت ملی، بهار عربی، آزار و اذیت مسیحیان جهان، حقوق بشر، امنیت سایبری را پوشش می‌دهد.
لیزا دفتری برای نمایش فیلم مستندی که دربارهٔ یک جنبش سیاسی زیرزمینی ایرانی ساخته بود به کنگره آمریکا دعوت شد. وی برای نهادهای دولتی و خصوصی نیز نظرات کارشناسی ارائه کرده و برای تعدادی از اندیشکده‌ها در واشینگتن کار کرده و گزارش‌های انحصاری برای پنتاگون و سایر ادارات دولتی نوشته‌است.

## زندگی‌نامه
لیزا در نیوجرسی از شان و سیمین دفتری به دنیا آمد. پدر او پزشک و استاد دانشگاه و مادرش دارای مدرک زبان و حسابداری بود. والدین او ایرانیان یهودی هستند که در آمریکا با یکدیگر آشنا و در ایران ازدواج کردند. او در حومه شهر نیویورک بزرگ شد و به مدرسه یهودی رفت و دوره دبیرستان خود را در دبیرستان یهودی نیوجرسی به پایان رساند. او از دانشگاه راتگرز با مدرک زبان اسپانیایی، مطالعات خاورمیانه و خوانندگی فارغ‌التحصیل شد. او مدرک فوق لیسانس خود را در زمینه خبرنگاری از دانشگاه کالیفرنیای جنوبی دریافت کرد. لیزا برای تحصیلات خود در مورد چهار برادر که در ایران به جرم همکاری با گروه مجاهدین خلق در زندان بودند مقاله می‌نوشت. او مقاله خود را در شبکه پی بی اس در روز سالروز حادثه ۱۱ سپتامبر قرائت کرد.
لیزا حامی اسرائیل است و اعتقاد دارد که سرزمین اسراییل حق ادامه حیات دارد.